# Can Pinjolan
Can Pinjolan és una masia de Cornellà del Terri (Pla de l'Estany) inclosa a l'Inventari del Patrimoni Arquitectònic de Catalunya.

## Descripció
Antiga masia de planta rectangular desenvolupada en dues plantes, interiorment s'estructura en tres crugies perpendiculars a la façana principal i la coberta a quatre aigües un i a una sola vessant l'altre.
Les parets portants són totes de maçoneria, amb carreus a les cantonades. A les façanes hi ha restes d'arrebossat que deixen a la vista els carreus i les llindes de pedra bisellada que emmarquen les obertures. Els ampits de les finestres són de pedra emmotllurada i recolzats sobre carreus.
Els sostres interiors són fets amb cairats i rajoles. La planta baixa és pavimentada amb lloses de pedra.

## Història
Les dues torres laterals donen a l'edifici un aspecte de casa fortificada.